# Акнелі
Акнелі (груз. აყნელი) — село в Грузії.
За даними перепису населення 2014 року в селі проживає 2 осіб.